# Palazzo Cimarra

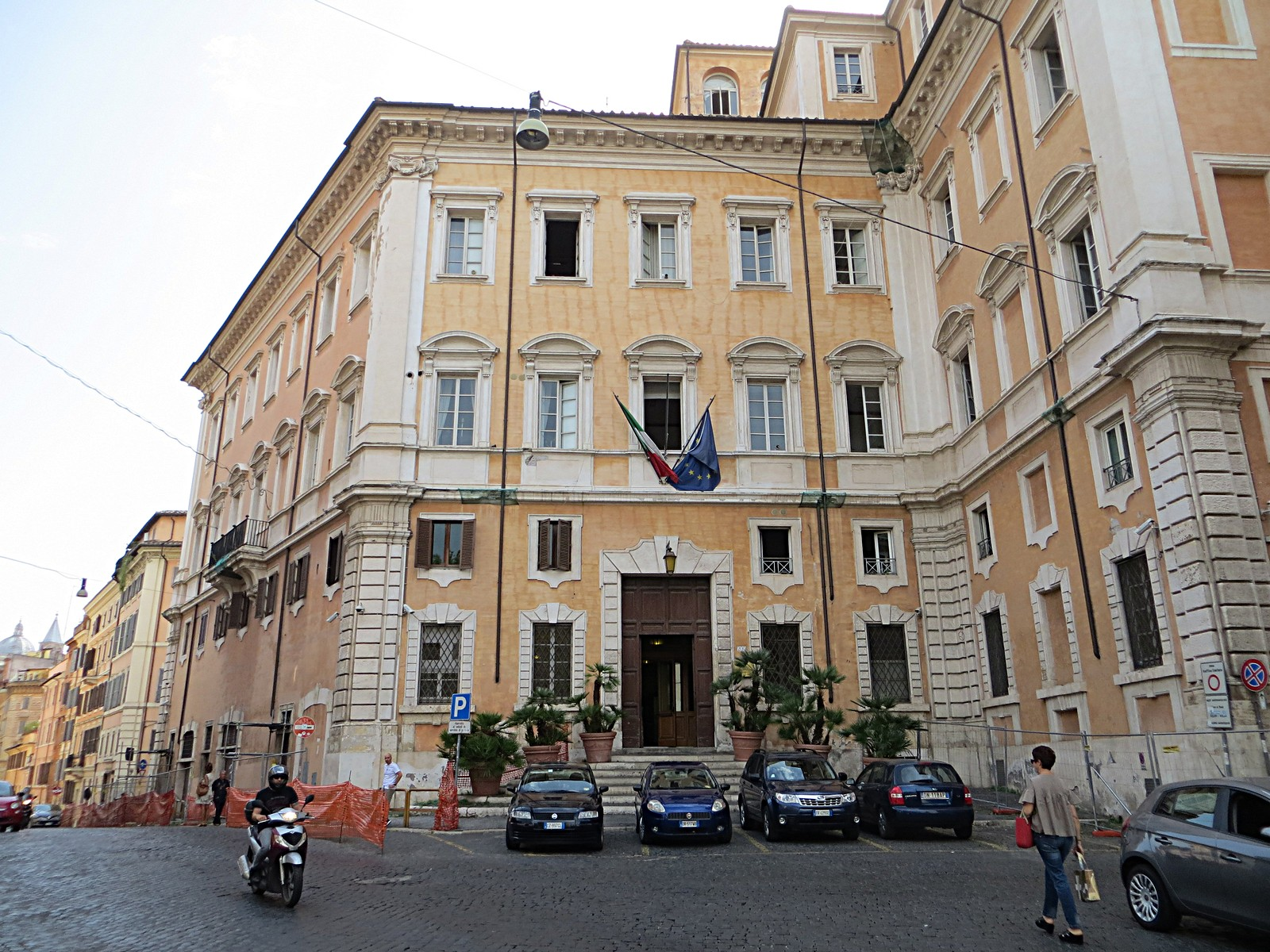
Vista do palácio na Via Panisperna.

Palazzo Cimarra é um palácio localizado no número 197 da Via Panisperna, no rione Monti de Roma, bem em frente à igreja de San Lorenzo in Panisperna.

## História
O palácio foi construído em 1736 aparentemente por Ferdinando Fuga, uma atribuição feita sem muitas evidências; sabe-se que ele estava trabalhando na vizinha igreja Gesù Bambino all'Esquilino na época). No final do século XVIII, ele passou para as mãos do conde de Souza Holstein, o embaixador do Reino de Portugal em Roma, e rapidamente ficou famoso pelas suntuosas festas e banquetes ali realizados. No século XIX, o edifício foi adquirido pela família Cimarra, mas, entre 1860 e 1870, ali foram estacionados zuavos papais, uma corporação de infantaria formada principalmente por soldados da França, Bélgica e Holanda. Depois da unificação italiana, foi adquirido pelo estado italiano, que o adaptou para ser um quarte da legião de Antibo. Reestruturado em 1958, transformou-se em sede de um comando de polícia.
O edifício tem planta irregular, com esquinas angulares e apresenta uma bela série de janelas e um belo portal rusticado.